# Francette Vernillat
Francette Vernillat, nom de scène de France Benitte,, est une actrice française née le 16 avril 1937 à Strasbourg et morte le 2 décembre 2019 à Fontenay-lès-Briis,.
Elle a prêté sa voix à de nombreux films, séries et dessins animés, doublant beaucoup de petits garçons. Elle est entre autres la voix de Tom Sawyer dans la série animée japonaise homonyme Tom Sawyer, ou de Jonathan dans la série Madame est servie.

## Biographie
France Benitte naît le 16 avril 1937 à Strasbourg. Enfant, elle commence sa carrière à la fin des années 1940 en apparaissant dans plusieurs films. Elle prête sa voix dans la série d’animation Clémentine et est la voix du personnage Tom Sawyer dans la série animée éponyme Tom Sawyer.
Francette Vernillat a 10 enfants dont un fils, Vincent, issu d'une brève liaison avec l'acteur Yves Montand.
Elle meurt le 2 décembre 2019 à Fontenay-lès-Briis à l'âge de 82 ans, à la suite d'une longue maladie.

## Filmographie
- 1947 : Monsieur Vincent de Maurice Cloche : La petite fille
- 1948 : Le Destin exécrable de Guillemette Babin de Guillaume Radot : Guillemette enfant
- 1949 : Je n'ai que toi au monde (Les Anges sont parmi nous) de William Magnin et Émile-Georges De Meyst : Michèle
- 1949 : Le Droit de l'enfant de Jacques Daroy : Cécile Herbelin (enfant)
- 1949 : Docteur Laennec de Maurice Cloche : La Fille Du Docteur Bayle
- 1949 : Ronde de nuit de François Campaux - La bouquetière
- 1951 : Maria du bout du monde de Jean Stelli : Bertie
- 1952 : Les Sept Péchés capitaux - segment La Luxure de Yves Allégret : Chantal
- 1953 : Thérèse Raquin  de Marcel Carné : Françoise, la bossue

## Doublage

### Cinéma

#### Films
- 1939 : Autant en emporte le vent : Bonnie Blue Butler (Cammie King)
- 1943 : L'Ombre d'un doute : l'épouse du docteur dans le train (Sarah Edwards)
- 1959 : Une balle signée X : Anne Benson (Joan Evans)
- 1963 : La Dernière Bagarre : Bobby Jo Pepperdine (Tuesday Weld)
- 1966 : Le Mystère des treize : Jacques (Robert Duncan)
- 1978 : Les Enfants de la rivière : Tom (Tommy Pender)
- 1980 : Au-delà du réel : Margaret Jessup (Drew Barrymore)
- 1983 : Bonjour les vacances : Russell « Rusty » Griswold (Anthony Michael Hall)
- 1983 : Rusty James : la mère de Patty (Nona Manning)
- 1984 : Karaté Kid : la vieille dame au chien (Frances Bay)
- 1985 :  Mort sur le grill : (Voix additionnelle)
- 1985 : D.A.R.Y.L. : Elaine Fox (Colleen Camp) (1er doublage)
- 1986 : Les Enfants du silence : Mrs. Norman (Piper Laurie)

#### Film d'animation
- 1982 : Un conte de Noël : Tiny Tim, Martha, femme de ménage

### Télévision

#### Séries télévisées
- 1964-1972 : Ma sorcière bien-aimée : Plusieurs voix de petits garçons
- Inspecteur Derrick : 
  - 1975 : Mme Groscher (Hilde Volk) (ép. 8 : La cavale)
  - 1977 : le jeune groom de l'hôtel (ép. 41 : Mort d'un fan)
  - 1984 : Mme Roth (Maria Singer) (ép. 115 : Jeu de mort)
  - 1990 : Mme Puschka (Eva Maria Bauer) (ép. 194 : Assurance retraite)
  - 1993 : Mme Weber (Jenny Lattermann (de)) (ép. 222 : À cœur perdu)
  - 1994 : Mme Waldhaus (Eva Maria Bauer) (ép. 231 : Une sœur envahissante)
  - 1994 : Mme Leonhard (Eva Maria Bauer) (ép. 235 : Fin du voyage)
  - 1995 : Mme Klausen (Enzi Fuchs (de)) (ép. 243 : L'indifférence)
- 1980 : La Main rouge : Frankie (Matthew Laborteaux)
- 1981-1982 : La Petite Maison dans la prairie : Willie Oleson (Jonathan Gilbert)
- 1984-1989 : Les Routes du paradis : Plusieurs voix de petits garçons (dont Brian Austin Green)
- 1984-1992 : Madame est servie : Jonathan Bower (Danny Pintauro)
- 1984 : Starsky et Hutch : Tommy (Sparky Marcus) (saison 2, épisode 11 : Cauchemar)
- 1985 : Petite Merveille : Jamie Lawson (Jerry Supiran)
- 1987 : Papa Schultz : Gertrude Linkmeyer (Kathleen Freeman)
- 1987 : Drôle de vie : Andy Moffet (Mackenzie Astin (en))
- 1988-1995 : Côte Ouest : Brian Cunningham (Bobby Jacoby) puis (Brian Austin Green)
- 1992-1994 : Un drôle de shérif : Miriam Wambaugh (Ann Morgan Guilbert)
- 1993-1996 : Une maman formidable : Quentin Kelly (Jon Paul Steuer)
- 1995-1996 : Un drôle de shérif : Miriam Wambaugh (Erica Yohn)
- 1999-2000 : Les Soprano : Livia Soprano (Nancy Marchand)
- 2004-2006 : Mes adorables voisins : Críspula Mingo (Isabel Osca)

#### Téléfilms
- 1979 : Le Lion, la Sorcière blanche et l'Armoire magique (animation) : Peter
- 1983 : Le Pourpre et le noir : Franz Kappler (Itaco Nardulli)

#### Séries télévisées d'animation
- 1967 : Mightor : Petit Rock
- 1967 : Les Aventures de Moby Dick : Tubb
- 1977 : Bouba : Bouba
- 1980 : Rolling Star le Justicier : Mick
- 1982 : Tom Sawyer : Tom Sawyer
- 1983 : Judo Boy : Ken
- 1984 : Mister T. : Sky, Spike
- 1985 : Les Treize Fantômes de Scooby-Doo : Flim Flam
- 1985-1987 : Clémentine : Petit Boy
- 1987 : Nicky Larson : Marco (saison 1 épisode 12)
- 1987 : Transformers : Daniel (voix de remplacement, 2 épisodes)
- 1989 : Popeye, Olive et Mimosa : Woody, Polly
- 1990 : La légende de Zorro : Bernardo / Zorro junior
- 1990-1992 : Les Aventures de Robin des Bois : Much
- 1991 : Paul le pêcheur : Paul (doublé lors de sa diffusion française)
- 1991-1992 : L'École des champions : Georgio, Maria, Alfredo (1re voix), Woltz, Yann, Carlos, Rago, Nero, Ricardo (épisode 23)

## Théâtre
- 1948 : Le Square du Pérou de et mise en scène Louis Ducreux, Théâtre Saint-Georges
- 1951 : Le Moulin de la galette de Marcel Achard, mise en scène Pierre Fresnay, Théâtre de la Michodière
- 1952 : Le Bonheur des méchants de Jacques Deval, mise en scène de l'auteur, Théâtre des Bouffes-Parisiens
- 1954 : Les Sorcières de Salem d'Arthur Miller, mise en scène Raymond Rouleau, Théâtre Sarah-Bernhardt
- 1960 : Amour, contact et court-circuit de Marcel Franck, Théâtre des Célestins